# Acanthocnemidae
Acanthocnemidae jsou čeleď brouků z nadčeledi Cleroidea.

## Rody
V čeledi je jediný recentní rod (Acanthocnemus), zastoupený jediným druhem – Acanthocnemus nigricans. Ostatní druhy jsou fosilní.
- Acanthocnemus Perris, 1867
  - Acanthocnemus nigricans (Hope, 1845)
- ? Eurema  Abeille, 1894
  - Eurema dilutum Abeille, 1894
- † Acanthocnemoides Zherikhin, 1977
  - † Acanthocnemoides sukatshevae Zherikhin, 1977
- † Artinama Lin, 1986
  - † Artinama qinghuoensis Lin, 1986